# Ulica Kamienna w Zamościu
Ulica Kamienna – zamojska ulica dwujezdniowa i jednojezdniowa, która jest alternatywną drogą dojazdową do strefy przemysłowej w mieście.

## Historia
Ulica powstała pod koniec XIX wieku. Jest częściowo reliktem XVIII-wiecznej drogi skierbieszowskiej (ul. Drabowa).

### Nazwa
Obecna nazwa tej ulicy została nadana w latach 30. XX wieku i obowiązuje nadal.

## Obecnie
W 2006 roku fragment ulicy Kamiennej (odcinek J. Piłsudskiego - wjazd do Książnicy Zamojskiej) został poszerzony o drugi, oddzielny pas ruchu (po północnej stronie), jaki wcześniej, przed remontem, znajdował się na terenie sąsiednich Koszar. Przy dwupasmowym odcinku dostępny jest także chodnik pieszo-rowerowy. Przy skrzyżowaniu z ul. J. Piłsudskiego znajduje się sklep handlowy - Stokrotka, a po północnej stronie obok zakrętu ulicy w powojskowym budynku mieszczą się wspomniana Książnica Zamojska (biblioteka publiczna) oraz Młodzieżowy Dom Kultury. Ulica głównie pełni funkcję drogi osiedlowej, jednak korzysta z niej wielu kierowców, którzy chcą szybko dostać się do strefy przemysłowej lub centrum. Jej fragment (od zakrętu koło biblioteki do ul. J. Kilińskiego) jest od 2011 r. jednokierunkowy.
Zabudowa mieszkalna to niemal wyłącznie bloki (os. Kilińskiego).